# شهرستان اسپاسکی (تاتارستان)
شهرستان اسپاسکی (به لاتین: Spassky District) یک شهرستان در روسیه است که در تاتارستان واقع شده‌است.